# Hawker Siddeley Nimrod
Ne doit pas être confondu avec le Hawker Nimrod, un avion de chasse biplan de la Royal Navy des années 1930.
Pour les articles homonymes, voir Nimrod (homonymie).
Le Hawker Siddeley Nimrod, ou British Aerospace Nimrod, était un avion de patrouille maritime quadriréacteur de la Royal Air Force. Successeur de l'Avro Shackleton à partir des années 1970, il reprenait le nom d'une des expéditions de l'explorateur polaire Ernest Shackleton.
Il était basé sur le De Havilland Comet, dont Hawker Siddeley (rattaché aujourd'hui à BAE Systems) avait surtout modifié le fuselage, l'aile restant assez proche de celle – bien réussie – du Comet.

## Variantes
Il a existé en plusieurs versions :
- Nimrod MR2 (MR pour Maritime Reconnaissance), version sans doute la plus connue, avion de patrouille maritime et de lutte anti-sous-marine utilisé jusqu'en 2011 par la Royal Air Force (contrairement à la plupart des pays, ce n'est pas une activité qui est rattachée à la Marine au Royaume-Uni)
- Nimrod R1 (R pour Reconnaissance), version de renseignement électronique caractérisée par l'absence d'appendice caudal ou MAD (Magnetic Abnormalities Detector), utilisé uniquement pour la lutte anti-sous-marine. Trois exemplaires produits, l'un détruit par accident et remplacé par un MR2 transformé en R1. Sont remplacés à partir de novembre 2013 par des Boeing RC-135 achetés d'occasion auprès de l'US Air Force[1].
- Nimrod AEW3 (AEW pour Airborne Early Warning), MR2 reconvertie en prototype d'une version de détection radar aéroportée, avec un énorme radar qui déformait le nez et un 2e radar à la queue de l'avion. Son développement très compliqué a été arrêté et la RAF a finalement acheté 7 Boeing E-3 Sentry (AWACS) aux États-Unis.
- Nimrod MRA4 (MRA pour Maritime Reconnaissance and Attack, une capacité de tir de missiles de croisières ayant été intégrée), version développée pour la succession des MR2, avec un nouveau système d'armes et une nouvelle motorisation ayant obligé à redessiner en partie les ailes. Les avions devaient être produits à partir des cellules des anciens MR2. Le programme prévoyait initialement l'achat de 18 avions, ramené ensuite à 12 puis finalement 9. BAe Systems a dû en cours de programme demander l'assistance de Boeing, l'intégration du système d'armes s'étant révélé beaucoup plus complexe que prévu. Le premier vol a lieu en 2004. Le calendrier du programme a considérablement glissé et le coût a explosé, faisant réduire la cible des commandes puis finalement annuler le programme en 2010, lors de l'arrivée au pouvoir de David Cameron et dans le cadre d'une politique de réduction des déficits publics. Il semble que le programme n'était de toute façon pas encore mature, et que persistaient des problèmes graves de circuit carburant, déjà observés sur le MR2 (et supposés responsables d'un crash en Afghanistan (en)). Les prototypes de MRA4 ont été mis au rebut dans l'urgence, ne permettant pas la reprise du programme, et les R1 et MR2 ont été retirés du service, laissant en 2011 le Royaume-Uni sans aviation de patrouille maritime. En novembre 2015, le gouvernement britannique annonce l'achat de Boeing P-8 Poseidon dans la Royal Air Force pour restaurer une capacité de patrouille maritime[2]. Le 11e est réceptionné le 11 janvier 2022[3]

Les derniers Nimrod ont été retirés du service le 28 juin 2011.

## Galerie

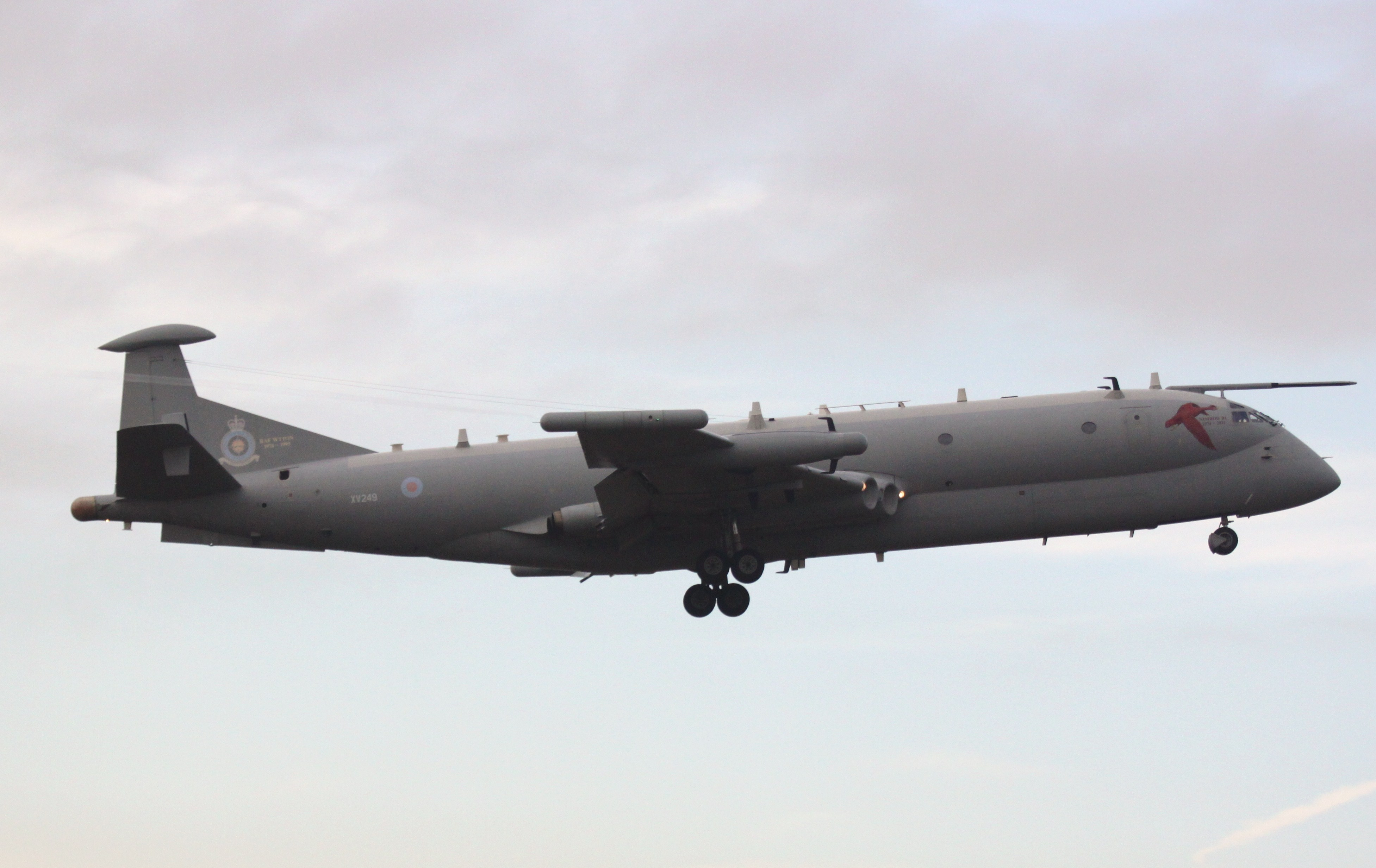
Version R1
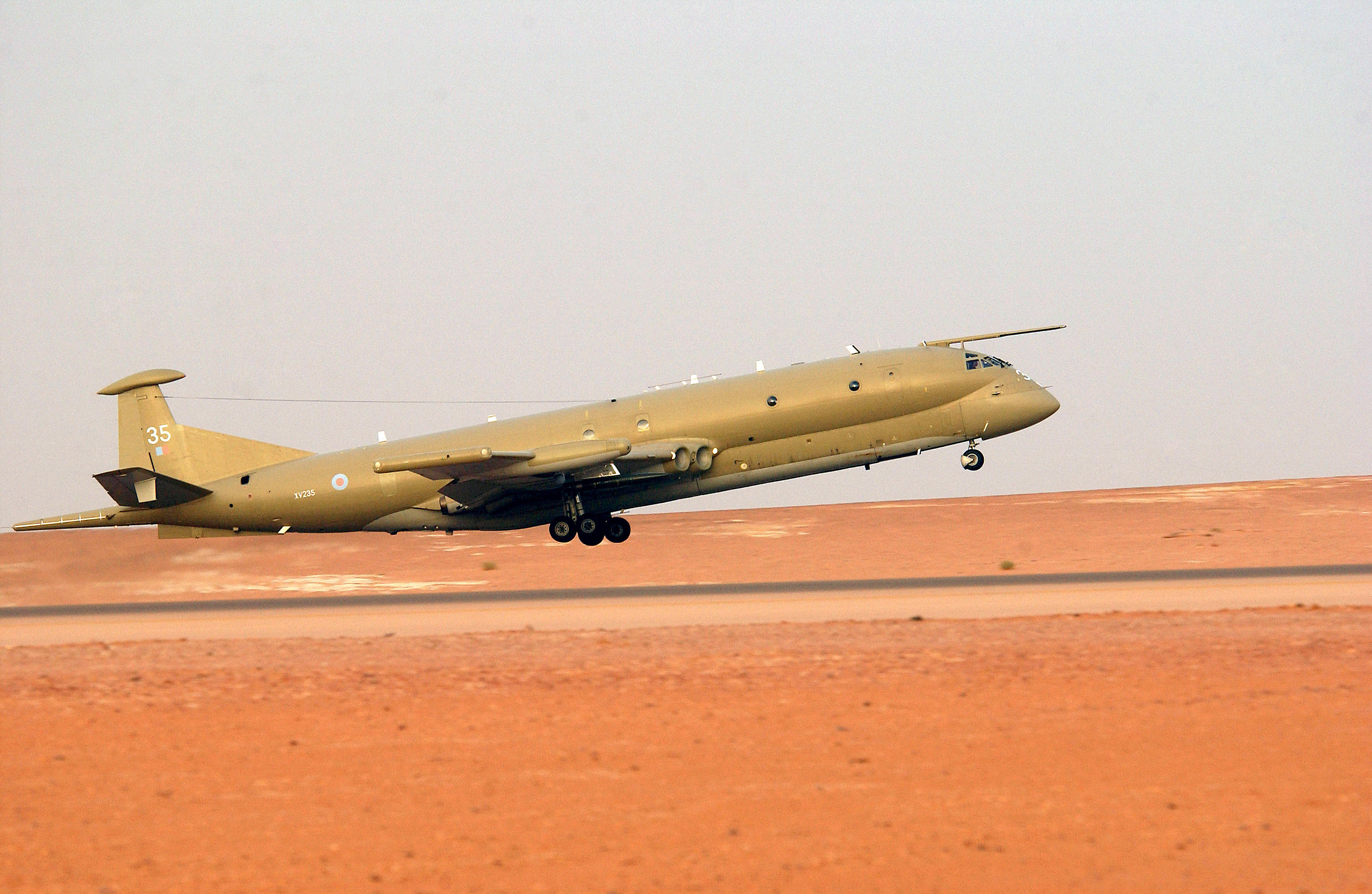
Version MR2
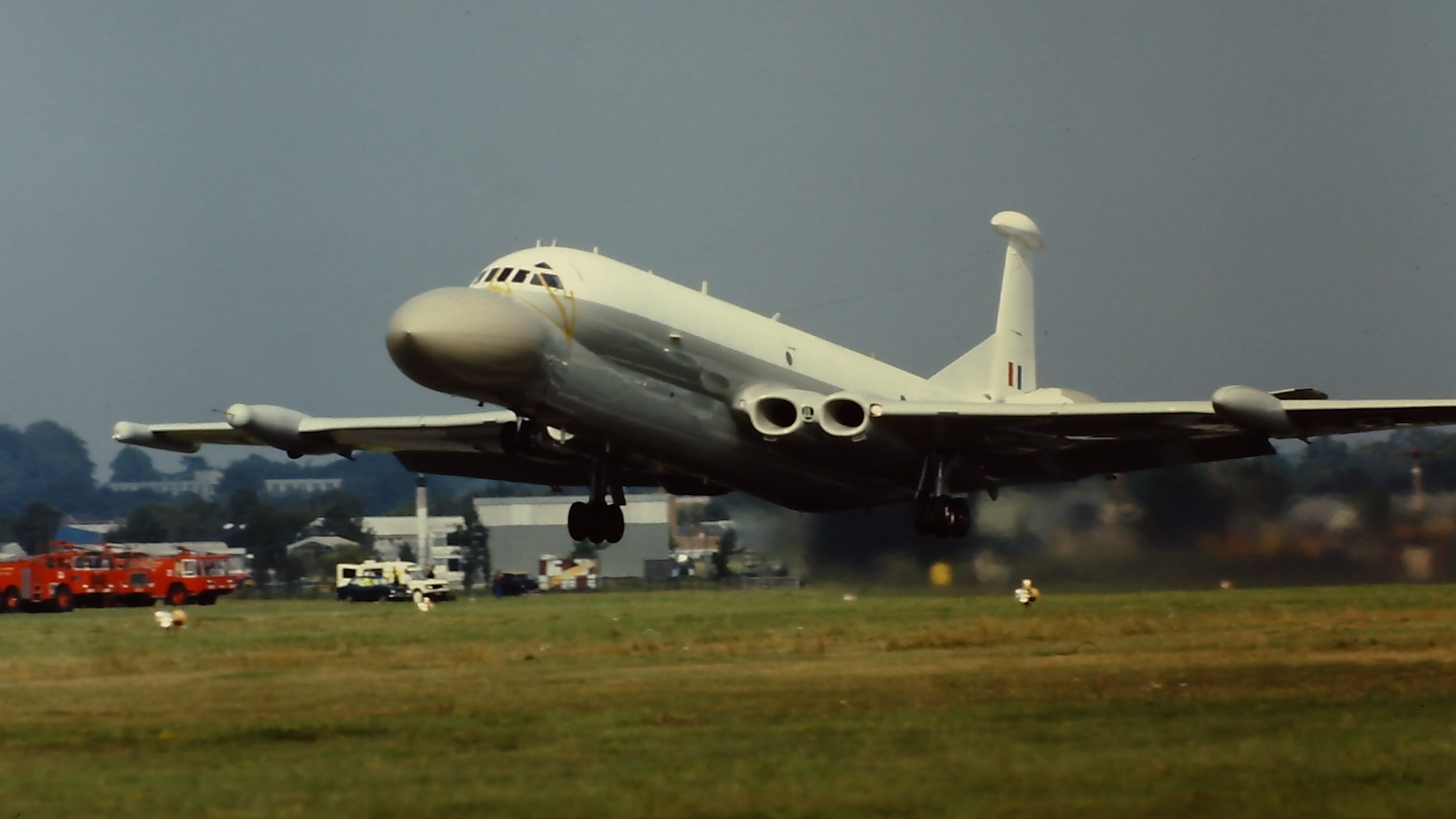
Version AEW3
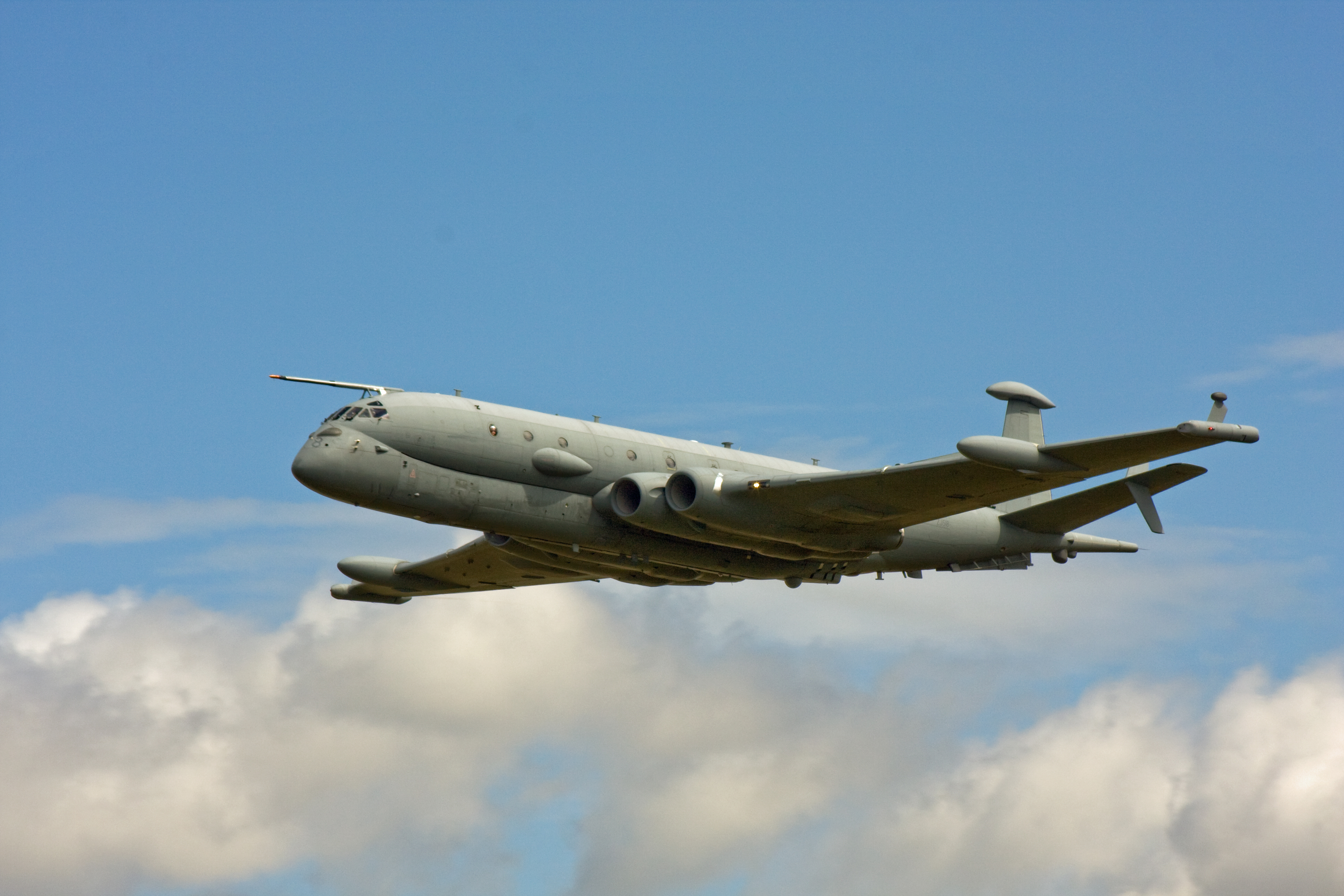
Version MRA4
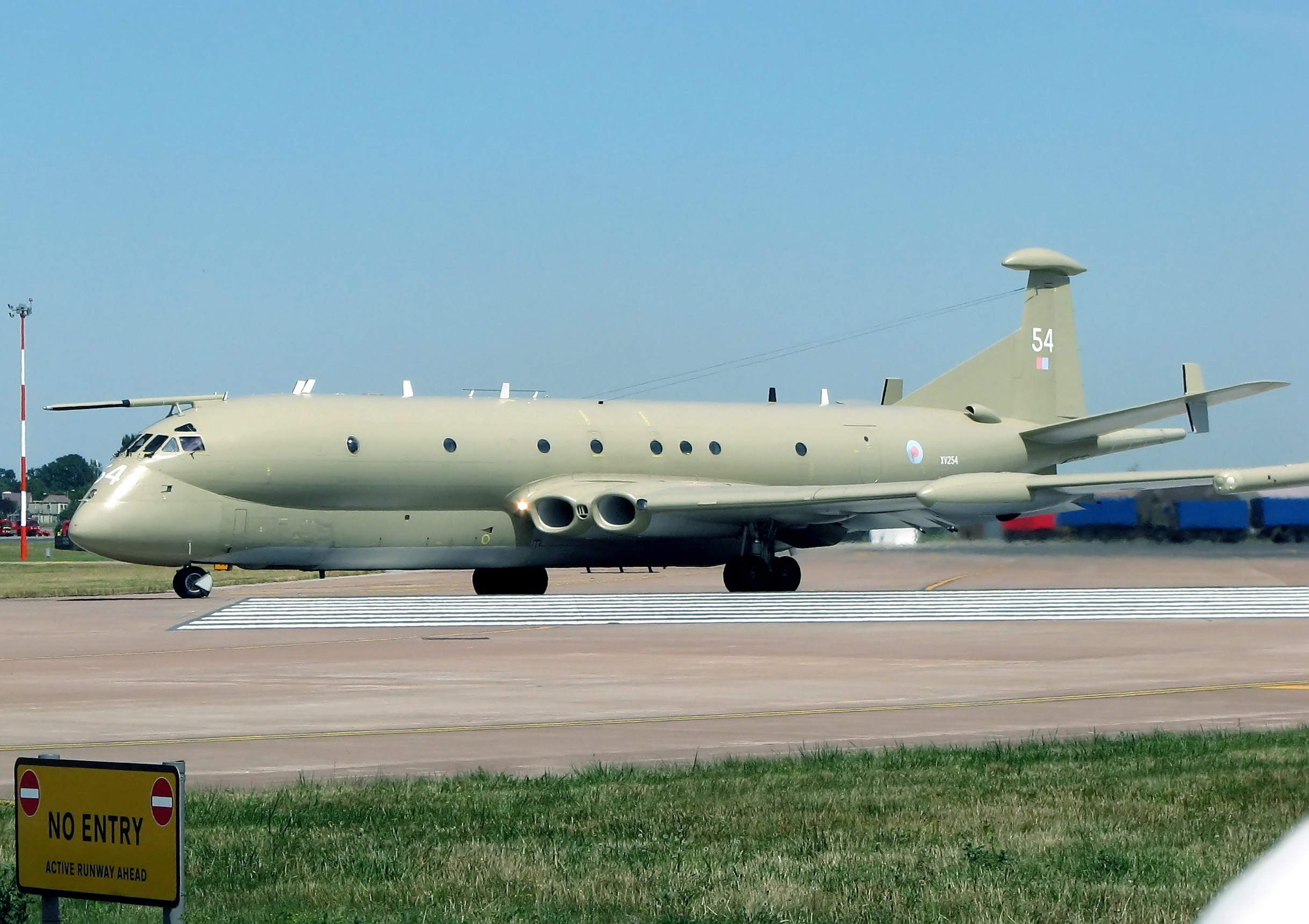
Hawker Siddeley Nimrod

### Développement lié
- de Havilland Comet

### Aéronefs comparables
- Boeing P-8 Poseidon
- Breguet Atlantic
- Iliouchine Il-38
- Kawasaki XP-1
- Lockheed P-3 Orion